# Minnesota Timberwolves 2018-2019
La stagione 2018-2019 dei Minnesota Timberwolves è la 30ª stagione della franchigia nella NBA.
Il 6 gennaio viene sollevato dall'incarico il capo allenatore Tom Thibodeau, al suo posto viene scelto (ad interim) l'assistente Ryan Saunders.

## Draft
| Giro | Scelta | Giocatore        | Ruolo | Nazionalità                                 | Università/Squadra    |
| ---- | ------ | ---------------- | ----- | ------------------------------------------- | --------------------- |
| 1    | 20     | Josh Okogie      | G     | Nigeria (bandiera) · Stati Uniti (bandiera) | Georgia T. Yel. Jack. |
| 2    | 48     | Keita Bates-Diop | AP    | Stati Uniti (bandiera)                      | Ohio State Buckeyes   |

## Roster
| \| Pos. \| Num. \| Naz. \| Nome \| Altezza \| Peso \| Data nascita \| Provenienza \| \| ----- \| ---- \| ---- \| ------------------- \| ------- \| ------ \| ------------ \| -------------------- \| \| P \| 7 \| \| Canaan, Isaiah \| 183 cm \| 91 kg \| 02-05-1991 \| Murray State \| \| G \| 8 \| \| Bayless, Jerryd \| 191 cm \| 91 kg \| 20-08-1988 \| Arizona \| \| AP \| 9 \| \| Deng, Luol \| 206 cm \| 100 kg \| 16-04-1985 \| Duke \| \| G \| 3 \| \| Terrell, Jared (TW) \| 191 cm \| 98 kg \| 10-02-1995 \| Rhode Island \| \| G \| 12 \| \| Williams, C.J. (TW) \| 196 cm \| 104 kg \| 06-02-1990 \| North Carolina State \| \| G \| 20 \| \| Okogie, Josh \| 193 cm \| 94 kg \| 01-09-1998 \| Georgia Tech \| \| C \| 5 \| \| Dieng, Gorgui \| 211 cm \| 114 kg \| 18-01-1990 \| Louisville \| \| AP \| 31 \| \| Bates-Diop, Keita \| 206 cm \| 101 kg \| 23-01-1996 \| Ohio State \| \| AG \| 67 \| \| Gibson, Taj \| 206 cm \| 107 kg \| 24-06-1985 \| Southern California \| \| AP \| 33 \| \| Covington, Robert \| 206 cm \| 102 kg \| 14-12-1990 \| Tennessee State \| \| AG \| 43 \| \| Tolliver, Anthony \| 203 cm \| 109 kg \| 01-06-1985 \| Creighton \| \| P \| 1 \| \| Jones, Tyus \| 188 cm \| 83 kg \| 10-05-1996 \| Duke \| \| AP/AG \| 36 \| \| Šarić, Dario \| 208 cm \| 101 kg \| 08-04-1994 \| Croazia \| \| P \| 25 \| \| Rose, Derrick \| 191 cm \| 86 kg \| 04-10-1988 \| Memphis \| \| P \| 0 \| \| Teague, Jeff \| 188 cm \| 86 kg \| 10-06-1988 \| Wake Forest \| \| C \| 32 \| \| Towns, Karl-Anthony \| 213 cm \| 112 kg \| 15-11-1995 \| Kentucky \| \| AP \| 22 \| \| Wiggins, Andrew \| 203 cm \| 92 kg \| 23-02-1995 \| Kansas \| | Allenatore - Tom Thibodeau (esonerato il 06/01/19) - Ryan Saunders Assistente/i - Malik Allen - Jerry Sichting - Larry Greer - Ed Pinckney Legenda - (C) Capitano - (FA) Free agent - (S) Sospeso - (TW) Contratto Two-way - (GL) Assegnato a squadra G League affiliata - Infortunato Roster • Transazioni · Ultima transazione: 22 febbraio 2019 |                                                     |                     |         |        |              |                      |
| Pos. | Num. | Naz.                                                | Nome                | Altezza | Peso   | Data nascita | Provenienza          |
| P | 7 | Stati Uniti (bandiera)                              | Canaan, Isaiah      | 183 cm  | 91 kg  | 02-05-1991   | Murray State         |
| G | 8 | Stati Uniti (bandiera)                              | Bayless, Jerryd     | 191 cm  | 91 kg  | 20-08-1988   | Arizona              |
| AP | 9 | Inghilterra (bandiera) · Sudan del Sud (bandiera)   | Deng, Luol          | 206 cm  | 100 kg | 16-04-1985   | Duke                 |
| G | 3 | Stati Uniti (bandiera)                              | Terrell, Jared (TW) | 191 cm  | 98 kg  | 10-02-1995   | Rhode Island         |
| G | 12 | Stati Uniti (bandiera)                              | Williams, C.J. (TW) | 196 cm  | 104 kg | 06-02-1990   | North Carolina State |
| G | 20 | Nigeria (bandiera) · Stati Uniti (bandiera)         | Okogie, Josh        | 193 cm  | 94 kg  | 01-09-1998   | Georgia Tech         |
| C | 5 | Senegal (bandiera)                                  | Dieng, Gorgui       | 211 cm  | 114 kg | 18-01-1990   | Louisville           |
| AP | 31 | Stati Uniti (bandiera)                              | Bates-Diop, Keita   | 206 cm  | 101 kg | 23-01-1996   | Ohio State           |
| AG | 67 | Stati Uniti (bandiera)                              | Gibson, Taj         | 206 cm  | 107 kg | 24-06-1985   | Southern California  |
| AP | 33 | Stati Uniti (bandiera)                              | Covington, Robert   | 206 cm  | 102 kg | 14-12-1990   | Tennessee State      |
| AG | 43 | Stati Uniti (bandiera)                              | Tolliver, Anthony   | 203 cm  | 109 kg | 01-06-1985   | Creighton            |
| P | 1 | Stati Uniti (bandiera)                              | Jones, Tyus         | 188 cm  | 83 kg  | 10-05-1996   | Duke                 |
| AP/AG | 36 | Croazia (bandiera)                                  | Šarić, Dario        | 208 cm  | 101 kg | 08-04-1994   | Croazia              |
| P | 25 | Stati Uniti (bandiera)                              | Rose, Derrick       | 191 cm  | 86 kg  | 04-10-1988   | Memphis              |
| P | 0 | Stati Uniti (bandiera)                              | Teague, Jeff        | 188 cm  | 86 kg  | 10-06-1988   | Wake Forest          |
| C | 32 | Stati Uniti (bandiera) · Rep. Dominicana (bandiera) | Towns, Karl-Anthony | 213 cm  | 112 kg | 15-11-1995   | Kentucky             |
| AP | 22 | Canada (bandiera)                                   | Wiggins, Andrew     | 203 cm  | 92 kg  | 23-02-1995   | Kansas               |

## Classifiche

### Northwest Division
| Northwest Division      | Northwest Division | Northwest Division | Northwest Division | Northwest Division | Northwest Division | Northwest Division | Northwest Division | Northwest Division |
| Squadra                 | V                  | S                  | V%                 | PR                 | Casa               | Trasf              | Div                | PG                 |
| ----------------------- | ------------------ | ------------------ | ------------------ | ------------------ | ------------------ | ------------------ | ------------------ | ------------------ |
| y – Denver Nuggets      | 54                 | 28                 | .659               | 3,0                | 34–7               | 20–21              | 11–4               | 82                 |
| x – Portland T. Blazers | 53                 | 29                 | .646               | 4,0                | 32–9               | 21–20              | 6–10               | 82                 |
| x – Utah Jazz           | 50                 | 32                 | .610               | 7,0                | 29–12              | 21–20              | 8–8                | 82                 |
| x – Oklahoma Thunder    | 49                 | 33                 | .598               | 8,0                | 27–14              | 22–19              | 9–7                | 82                 |
| Minnesota T'wolves      | 36                 | 46                 | .439               | 21,0               | 25–16              | 11–30              | 5–10               | 82                 |

### Western Conference
| Western Conference | Western Conference      | Western Conference | Western Conference | Western Conference | Western Conference | Western Conference |
| #                  | Squadra                 | V                  | S                  | V%                 | PR                 | PG                 |
| ------------------ | ----------------------- | ------------------ | ------------------ | ------------------ | ------------------ | ------------------ |
| 1                  | c – G.S. Warriors       | 57                 | 25                 | .695               | –                  | 82                 |
| 2                  | y – Denver Nuggets      | 54                 | 28                 | .659               | 3,0                | 82                 |
| 3                  | x – Portland T. Blazers | 53                 | 29                 | .646               | 4,0                | 82                 |
| 4                  | y – Houston Rockets     | 53                 | 29                 | .646               | 4,0                | 82                 |
| 5                  | x – Utah Jazz           | 50                 | 32                 | .610               | 7,0                | 82                 |
| 6                  | x – Oklahoma Thunder    | 49                 | 33                 | .598               | 8,0                | 82                 |
| 7                  | x – San Antonio Spurs   | 48                 | 34                 | .585               | 9,0                | 82                 |
| 8                  | x – L.A. Clippers       | 48                 | 34                 | .585               | 9,0                | 82                 |
|                    |                         |                    |                    |                    |                    |                    |
| 9                  | Sacramento Kings        | 39                 | 43                 | .476               | 18,0               | 82                 |
| 10                 | L.A. Lakers             | 37                 | 45                 | .451               | 20,0               | 82                 |
| 11                 | Minnesota T'wolves      | 36                 | 46                 | .439               | 21,0               | 82                 |
| 12                 | Memphis Grizzlies       | 33                 | 49                 | .402               | 24,0               | 82                 |
| 13                 | N.O. Pelicans           | 33                 | 49                 | .402               | 24,0               | 82                 |
| 14                 | Dallas Mavericks        | 33                 | 49                 | .402               | 24,0               | 82                 |
| 15                 | Phoenix Suns            | 19                 | 63                 | .232               | 38,0               | 82                 |

## Mercato

### Free Agency

#### Prolungamenti contrattuali
| Giocatore    | Contratto |
| ------------ | --------- |
| Derrick Rose |           |

#### Acquisti
| Giocatore           | Contratto         | Provenienza       |
| ------------------- | ----------------- | ----------------- |
| Jared Terrell       | Contratto Two-Way | R. Island Rams    |
| Anthony Tolliver    | Non dichiarato    | Detroit Pistons   |
| C.J. Williams       | Contratto Two-Way | L.A. Clippers     |
| James Nunnally      | Non dichiarato    | Fenerbahçe        |
| Luol Deng           | Non dichiarato    | L.A. Lakers       |
| Darius Johnson-Odom | Non dichiarato    | Vanoli Cremona    |
| Jonathan Stark      | Non dichiarato    | Murray St. Racers |

#### Cessioni
| Giocatore                  | Motivo     | Nuova squadra       |
| -------------------------- | ---------- | ------------------- |
| Cole Aldrich               | Tagliato   | Atlanta Hawks       |
| Nemanja Bjelica            | Rilasciato | Sacramento Kings    |
| Anthony Brown              | Rilasciato | Philadelphia 76ers  |
| Allenatore - Tom Thibodeau | Esonerato  | cestista svincolato |

### Scambi
| 12 novembre 2018 | Minnesota T'wolvesRobert Covington Dario Šarić Jerryd Bayless una scelta al 2º giro Draft 2022 | Philadelphia 76ersJimmy Butler Justin Patton |

## Calendario e risultati

### Preseason
| Preseason 2018                                    | Preseason 2018                                    | Preseason 2018                                    | Preseason 2018                                    | Preseason 2018                                    | Preseason 2018                                    | Preseason 2018                                    | Preseason 2018                                    | Preseason 2018                                    |
| Record preseason: 1-4 (Casa: 0-2; Trasferta: 1-2) | Record preseason: 1-4 (Casa: 0-2; Trasferta: 1-2) | Record preseason: 1-4 (Casa: 0-2; Trasferta: 1-2) | Record preseason: 1-4 (Casa: 0-2; Trasferta: 1-2) | Record preseason: 1-4 (Casa: 0-2; Trasferta: 1-2) | Record preseason: 1-4 (Casa: 0-2; Trasferta: 1-2) | Record preseason: 1-4 (Casa: 0-2; Trasferta: 1-2) | Record preseason: 1-4 (Casa: 0-2; Trasferta: 1-2) | Record preseason: 1-4 (Casa: 0-2; Trasferta: 1-2) |
| Partita                                           | Data                                              | Avversario                                        | Punteggio                                         | Più punti                                         | Più rimbalzi                                      | Più assist                                        | Stadio e spettatori                               | Record                                            |
| ------------------------------------------------- | ------------------------------------------------- | ------------------------------------------------- | ------------------------------------------------- | ------------------------------------------------- | ------------------------------------------------- | ------------------------------------------------- | ------------------------------------------------- | ------------------------------------------------- |
| 1                                                 | 29.09.2018                                        | @ G.S. Warriors                                   | V 114-110                                         | Teague (17)                                       | Dieng (8)                                         | Jones (4)                                         | Oracle Arena (19.596)                             | 1-0                                               |
| 2                                                 | 3.10.2018                                         | @ L.A. Clippers                                   | P 101-128                                         | Towns (18)                                        | Towns, Dieng (7)                                  | Tolliver (3)                                      | Staples Center (10.099)                           | 1-1                                               |
| 3                                                 | 5.10.2018                                         | Oklahoma Thunder                                  | P 101-113                                         | Towns (23)                                        | Towns, Wiggins (7)                                | Teague, Jones (4)                                 | Target Center (9,801)                             | 1-2                                               |
| 4                                                 | 7.10.2018                                         | Milwaukee Bucks                                   | P 107-125                                         | Towns (33)                                        | Towns (12)                                        | Teague (7)                                        | Hilton Coliseum (11.603)                          | 1-3                                               |
| 5                                                 | 12.10.2018                                        | @ Milwaukee Bucks                                 | P 121-143                                         | Gibson (21)                                       | Gibson (7)                                        | Jones (5)                                         | Fiserv Forum (14.724)                             | 1-4                                               |

### Regular season

#### Ottobre
| Ottobre 2018                                    | Ottobre 2018                                    | Ottobre 2018                                    | Ottobre 2018                                    | Ottobre 2018                                    | Ottobre 2018                                    | Ottobre 2018                                    | Ottobre 2018                                    | Ottobre 2018                                    |
| Record ottobre: 4-4 (Casa: 4-1; Trasferta: 0-3) | Record ottobre: 4-4 (Casa: 4-1; Trasferta: 0-3) | Record ottobre: 4-4 (Casa: 4-1; Trasferta: 0-3) | Record ottobre: 4-4 (Casa: 4-1; Trasferta: 0-3) | Record ottobre: 4-4 (Casa: 4-1; Trasferta: 0-3) | Record ottobre: 4-4 (Casa: 4-1; Trasferta: 0-3) | Record ottobre: 4-4 (Casa: 4-1; Trasferta: 0-3) | Record ottobre: 4-4 (Casa: 4-1; Trasferta: 0-3) | Record ottobre: 4-4 (Casa: 4-1; Trasferta: 0-3) |
| Partita                                         | Data                                            | Avversario                                      | Punteggio                                       | Più punti                                       | Più rimbalzi                                    | Più assist                                      | Spettatori                                      | Record                                          |
| ----------------------------------------------- | ----------------------------------------------- | ----------------------------------------------- | ----------------------------------------------- | ----------------------------------------------- | ----------------------------------------------- | ----------------------------------------------- | ----------------------------------------------- | ----------------------------------------------- |
| 1                                               | 17.10.2018                                      | @ San Antonio Spurs                             | P 108-112                                       | Teague (27)                                     | Gibson (11)                                     | Teague (4)                                      | AT&T Center (18.354)                            | 0-1                                             |
| 2                                               | 19.10.2018                                      | Cleveland Cavaliers                             | V 131-123                                       | Butler (33)                                     | Towns (9)                                       | Teague (7)                                      | Target Center (18.978)                          | 1-1                                             |
| 3                                               | 20.10.2018                                      | @ Dallas Mavericks                              | P 136-140                                       | Towns (31)                                      | Dieng (6)                                       | Teague (9)                                      | American Airlines Center (20.205)               | 1-2                                             |
| 4                                               | 22.10.2018                                      | Indiana Pacers                                  | V 101-91                                        | Butler (20)                                     | Towns (14)                                      | Teague (10)                                     | Target Center (10.371)                          | 2-2                                             |
| 5                                               | 24.10.2018                                      | @ Toronto Raptors                               | P 105-112                                       | Butler (23)                                     | Okogie (11)                                     | Teague (9)                                      | Scotiabank Arena (19.800)                       | 2-3                                             |
| 6                                               | 26.10.2018                                      | Milwaukee Bucks                                 | P 95-125                                        | Towns (16)                                      | Towns, Gibson (7)                               | Teague, Jones (4)                               | Target Center (16.334)                          | 2-4                                             |
| 7                                               | 29.10.2018                                      | L.A. Lakers                                     | V 124-120                                       | Butler (32)                                     | Towns (16)                                      | Rose (7)                                        | Target Center (18,978)                          | 3-4                                             |
| 8                                               | 31.10.2018                                      | Utah Jazz                                       | V 128-125                                       | Rose (50)                                       | Towns (16)                                      | Rose (6)                                        | Target Center (10.079)                          | 4-4                                             |

#### Novembre
| Novembre 2018                                    | Novembre 2018                                    | Novembre 2018                                    | Novembre 2018                                    | Novembre 2018                                    | Novembre 2018                                    | Novembre 2018                                    | Novembre 2018                                    | Novembre 2018                                    |
| Record novembre: 7-7 (Casa: 5-2; Trasferta: 2-5) | Record novembre: 7-7 (Casa: 5-2; Trasferta: 2-5) | Record novembre: 7-7 (Casa: 5-2; Trasferta: 2-5) | Record novembre: 7-7 (Casa: 5-2; Trasferta: 2-5) | Record novembre: 7-7 (Casa: 5-2; Trasferta: 2-5) | Record novembre: 7-7 (Casa: 5-2; Trasferta: 2-5) | Record novembre: 7-7 (Casa: 5-2; Trasferta: 2-5) | Record novembre: 7-7 (Casa: 5-2; Trasferta: 2-5) | Record novembre: 7-7 (Casa: 5-2; Trasferta: 2-5) |
| Partita                                          | Data                                             | Avversario                                       | Punteggio                                        | Più punti                                        | Più rimbalzi                                     | Più assist                                       | Spettatori                                       | Record                                           |
| ------------------------------------------------ | ------------------------------------------------ | ------------------------------------------------ | ------------------------------------------------ | ------------------------------------------------ | ------------------------------------------------ | ------------------------------------------------ | ------------------------------------------------ | ------------------------------------------------ |
| 9                                                | 2.11.2018                                        | @ G.S. Warriors                                  | P 99-116                                         | Wiggins (22)                                     | Towns (11)                                       | Jones (9)                                        | Oracle Arena (19.596)                            | 4-5                                              |
| 10                                               | 4.11.2018                                        | @ Portland T. Blazers                            | P 81-111                                         | Towns (23)                                       | Gibson (8)                                       | Jones (4)                                        | Moda Center (19.522)                             | 4-6                                              |
| 11                                               | 5.11.2018                                        | @ L.A. Clippers                                  | P 109-120                                        | Rose (21)                                        | Towns (12)                                       | Butler (5)                                       | Staples Center (16.564)                          | 4-7                                              |
| 12                                               | 7.11.2018                                        | @ L.A. Lakers                                    | P 110-114                                        | Rose (31)                                        | Gibson (11)                                      | Rose, Butler, Wiggins (5)                        | Staples Center (18.997)                          | 4-8                                              |
| 13                                               | 9.11.2018                                        | @ Sacramento Kings                               | P 110-121                                        | Towns (39)                                       | Towns (19)                                       | Butler (8)                                       | Golden 1 Center (17.583)                         | 4-9                                              |
| 14                                               | 12.11.2018                                       | Brooklyn Nets                                    | V 120-113                                        | Towns (25)                                       | Towns (21)                                       | Teague (11)                                      | Target Center (10,186)                           | 5-9                                              |
| 15                                               | 14.11.2018                                       | N.O. Pelicans                                    | V 107-100                                        | Towns (25)                                       | Towns (16)                                       | Teague (14)                                      | Target Center (11,636)                           | 6-9                                              |
| 16                                               | 16.11.2018                                       | Portland T. Blazers                              | V 112-196                                        | Wiggins (23)                                     | Towns (9)                                        | Teague (7)                                       | Target Center (18.978)                           | 7-9                                              |
| 17                                               | 18.11.2018                                       | Memphis Grizzlies                                | P 87-100                                         | Rose (18)                                        | Towns (20)                                       | Teague, Wiggins, Jones (4)                       | Target Center (13,179)                           | 7-10                                             |
| 18                                               | 21.11.2018                                       | Denver Nuggets                                   | P 101-103                                        | Towns (22)                                       | Towns, Dieng, Šarić (7)                          | Teague (8)                                       | Target Center (15.086)                           | 7-11                                             |
| 19                                               | 23.11.2018                                       | @ Brooklyn Nets                                  | V 112-102                                        | Towns (22)                                       | Gibson (11)                                      | Teague (9)                                       | Barclays Center (12.814)                         | 8-11                                             |
| 20                                               | 24.11.2018                                       | Chicago Bulls                                    | V 111-96                                         | Towns (35)                                       | Towns (22)                                       | Towns (6)                                        | Target Center (17.119)                           | 9-11                                             |
| 21                                               | 26.11.2018                                       | @ Cleveland Cavaliers                            | V 102-95                                         | Covington (24)                                   | Towns (10)                                       | Teague (6)                                       | Quicken Loans Arena (19,432)                     | 10-11                                            |
| 22                                               | 28.11.2018                                       | San Antonio Spurs                                | V 128-89                                         | Covington (21)                                   | Towns (11)                                       | Teague (9)                                       | Target Center (11,023)                           | 11-11                                            |

#### Dicembre
| Dicembre 2018                                    | Dicembre 2018                                    | Dicembre 2018                                    | Dicembre 2018                                    | Dicembre 2018                                    | Dicembre 2018                                    | Dicembre 2018                                    | Dicembre 2018                                    | Dicembre 2018                                    |
| Record dicembre: 6-9 (Casa: 3-3; Trasferta: 3-6) | Record dicembre: 6-9 (Casa: 3-3; Trasferta: 3-6) | Record dicembre: 6-9 (Casa: 3-3; Trasferta: 3-6) | Record dicembre: 6-9 (Casa: 3-3; Trasferta: 3-6) | Record dicembre: 6-9 (Casa: 3-3; Trasferta: 3-6) | Record dicembre: 6-9 (Casa: 3-3; Trasferta: 3-6) | Record dicembre: 6-9 (Casa: 3-3; Trasferta: 3-6) | Record dicembre: 6-9 (Casa: 3-3; Trasferta: 3-6) | Record dicembre: 6-9 (Casa: 3-3; Trasferta: 3-6) |
| Partita                                          | Data                                             | Avversario                                       | Punteggio                                        | Più punti                                        | Più rimbalzi                                     | Più assist                                       | Spettatori                                       | Record                                           |
| ------------------------------------------------ | ------------------------------------------------ | ------------------------------------------------ | ------------------------------------------------ | ------------------------------------------------ | ------------------------------------------------ | ------------------------------------------------ | ------------------------------------------------ | ------------------------------------------------ |
| 23                                               | 1.12.2018                                        | Boston Celtics                                   | P 109-118                                        | Rose (26)                                        | Covington (10)                                   | Teague (6)                                       | Target Center (17,663)                           | 11-12                                            |
| 24                                               | 3.12.2018                                        | Houston Rockets                                  | V 103-91                                         | Towns (24)                                       | Towns, Gibson (11)                               | Teague (7)                                       | Target Center (13,844)                           | 12-12                                            |
| 25                                               | 5.12.2018                                        | Charlotte Hornets                                | V 121-104                                        | Towns (35)                                       | Towns (12)                                       | Teague (18)                                      | Target Center (11,248)                           | 13-12                                            |
| 26                                               | 8.12.2018                                        | @ Portland T. Blazers                            | P 105-113                                        | Wiggins (20)                                     | Towns (10)                                       | Rose (9)                                         | Moda Center (19,359)                             | 13-13                                            |
| 27                                               | 10.12.2018                                       | @ G.S. Warriors                                  | P 108-116                                        | Towns (31)                                       | Towns (11)                                       | Teague (11)                                      | Oracle Arena (19,596)                            | 13-14                                            |
| 28                                               | 12.12.2018                                       | @ Sacramento Kings                               | P 130-141                                        | Wiggins (25)                                     | Towns (11)                                       | Teague (13)                                      | Golden 1 Center (15,770)                         | 13-15                                            |
| 29                                               | 15.12.2018                                       | @ Phoenix Suns                                   | P 99-107                                         | Towns (28)                                       | Towns (12)                                       | Teague (11)                                      | Talking Stick Resort Arena (14,244)              | 13-16                                            |
| 30                                               | 17.12.2018                                       | Sacramento Kings                                 | V 132-105                                        | Wiggins (17)                                     | Towns (14)                                       | Rose (11)                                        | Target Center (12,417)                           | 14-16                                            |
| 31                                               | 19.12.2018                                       | Detroit Pistons                                  | P 123-129 OT                                     | Rose (33)                                        | Towns, Gibson (8)                                | Rose (7)                                         | Target Center (15,883)                           | 14-17                                            |
| 32                                               | 21.12.2018                                       | @ San Antonio Spurs                              | P 98-124                                         | Wiggins (15)                                     | Covington, Gibson (7)                            | Towns, Šarić (4)                                 | AT&T Center (17,708)                             | 14-18                                            |
| 33                                               | 23.12.2018                                       | @ Oklahoma Thunder                               | V 114-112                                        | Wiggins (30)                                     | Šarić (8)                                        | Towns (6)                                        | Chesapeake Energy Arena (18,203)                 | 15-18                                            |
| 34                                               | 26.12.2018                                       | @ Chicago Bulls                                  | V 112-94                                         | Rose (24)                                        | Towns (20)                                       | Rose (8)                                         | United Center (21,852)                           | 16-18                                            |
| 35                                               | 28.12.2018                                       | Atlanta Hawks                                    | P 120-123 OT                                     | Covington (28)                                   | Towns (19)                                       | Rose (9)                                         | Target Center (18,978)                           | 16-19                                            |
| 36                                               | 30.12.2018                                       | @ Miami Heat                                     | V 113-104                                        | Towns (34)                                       | Towns (18)                                       | Towns (7)                                        | AmericanAirlines Arena (19,600)                  | 17-19                                            |
| 37                                               | 31.12.2018                                       | @ N.O. Pelicans                                  | P 114-123                                        | Towns (28)                                       | Towns (17)                                       | Jones (13)                                       | Smoothie King Center (14,904)                    | 17-20                                            |

#### Gennaio
| Gennaio 2019                                    | Gennaio 2019                                    | Gennaio 2019                                    | Gennaio 2019                                    | Gennaio 2019                                    | Gennaio 2019                                    | Gennaio 2019                                    | Gennaio 2019                                    | Gennaio 2019                                    |
| Record gennaio: 8-6 (Casa: 5-3; Trasferta: 3-3) | Record gennaio: 8-6 (Casa: 5-3; Trasferta: 3-3) | Record gennaio: 8-6 (Casa: 5-3; Trasferta: 3-3) | Record gennaio: 8-6 (Casa: 5-3; Trasferta: 3-3) | Record gennaio: 8-6 (Casa: 5-3; Trasferta: 3-3) | Record gennaio: 8-6 (Casa: 5-3; Trasferta: 3-3) | Record gennaio: 8-6 (Casa: 5-3; Trasferta: 3-3) | Record gennaio: 8-6 (Casa: 5-3; Trasferta: 3-3) | Record gennaio: 8-6 (Casa: 5-3; Trasferta: 3-3) |
| Partita                                         | Data                                            | Avversario                                      | Punteggio                                       | Più punti                                       | Più rimbalzi                                    | Più assist                                      | Spettatori                                      | Record                                          |
| ----------------------------------------------- | ----------------------------------------------- | ----------------------------------------------- | ----------------------------------------------- | ----------------------------------------------- | ----------------------------------------------- | ----------------------------------------------- | ----------------------------------------------- | ----------------------------------------------- |
| 38                                              | 2.01.2019                                       | @ Boston Celtics                                | P 102-115                                       | Wiggins (31)                                    | Towns (12)                                      | Jones (9)                                       | TD Garden (18,624)                              | 17–21                                           |
| 39                                              | 4.01.2019                                       | Orlando Magic                                   | V 120-103                                       | Towns (29)                                      | Towns (15)                                      | Teague (10)                                     | Target Center (14,355)                          | 18–21                                           |
| 40                                              | 6.01.2019                                       | L.A. Lakers                                     | V 108-86                                        | Towns, Wiggins (28)                             | Towns (18)                                      | Teague (11)                                     | Target Center (18,978)                          | 19–21                                           |
| 41                                              | 8.01.2019                                       | @ Oklahoma Thunder                              | V 119-117                                       | Wiggins (40)                                    | Wiggins (10)                                    | Teague (5)                                      | Chesapeake Energy Arena (18,203)                | 20–21                                           |
| 42                                              | 11.01.2019                                      | Dallas Mavericks                                | P 115-119                                       | Towns (30)                                      | Gibson (15)                                     | Jones (9)                                       | Target Center (18,978)                          | 20–22                                           |
| 43                                              | 12.01.2019                                      | N.O. Pelicans                                   | V 110-106                                       | Towns (27)                                      | Towns (27)                                      | Teague (10)                                     | Target Center (16,384)                          | 21–22                                           |
| 44                                              | 15.01.2019                                      | @ Philadelphia 76ers                            | P 107-149                                       | Rose (15)                                       | Dieng (9)                                       | Rose (4)                                        | Wells Fargo Center (20,487)                     | 21–23                                           |
| 45                                              | 18.01.2019                                      | San Antonio Spurs                               | P 113-116                                       | Towns (23)                                      | Gibson (11)                                     | Rose, Teague (6)                                | Target Center (17,222)                          | 21–24                                           |
| 46                                              | 20.01.2019                                      | Phoenix Suns                                    | V 116-114                                       | Towns (30)                                      | Towns (12)                                      | Teague (8)                                      | Target Center (14,607)                          | 22–24                                           |
| 47                                              | 22.01.2019                                      | @ Phoenix Suns                                  | V 118-91                                        | Towns (25)                                      | Towns (18)                                      | Towns (7)                                       | Talking Stick Resort Arena (14,460)             | 23–24                                           |
| 48                                              | 24.01.2019                                      | @ L.A. Lakers                                   | V 120-105                                       | Towns (25)                                      | Towns (18)                                      | Bayless (8)                                     | Staples Center (18,997)                         | 24–24                                           |
| 49                                              | 25.01.2019                                      | @ Utah Jazz                                     | P 102-106                                       | Towns (33)                                      | Wiggins (11)                                    | Bayless (5)                                     | Vivint Smart Home Arena (18,306)                | 24–25                                           |
| 50                                              | 27.01.2019                                      | Utah Jazz                                       | P 111-125                                       | Wiggins (35)                                    | Šarić (11)                                      | Towns (7)                                       | Target Center (14,542)                          | 24–26                                           |
| 51                                              | 29.01.2019                                      | Memphis Grizzlies                               | V 99-97 OT                                      | Bayless (19)                                    | Towns (10)                                      | Bayless (12)                                    | Target Center (13,615)                          | 25–26                                           |

#### Febbraio
| Febbraio 2019                                    | Febbraio 2019                                    | Febbraio 2019                                    | Febbraio 2019                                    | Febbraio 2019                                    | Febbraio 2019                                    | Febbraio 2019                                    | Febbraio 2019                                    | Febbraio 2019                                    |
| Record Febbraio: 4-7 (Casa: 3-1; Trasferta: 1-6) | Record Febbraio: 4-7 (Casa: 3-1; Trasferta: 1-6) | Record Febbraio: 4-7 (Casa: 3-1; Trasferta: 1-6) | Record Febbraio: 4-7 (Casa: 3-1; Trasferta: 1-6) | Record Febbraio: 4-7 (Casa: 3-1; Trasferta: 1-6) | Record Febbraio: 4-7 (Casa: 3-1; Trasferta: 1-6) | Record Febbraio: 4-7 (Casa: 3-1; Trasferta: 1-6) | Record Febbraio: 4-7 (Casa: 3-1; Trasferta: 1-6) | Record Febbraio: 4-7 (Casa: 3-1; Trasferta: 1-6) |
| Partita                                          | Data                                             | Avversario                                       | Punteggio                                        | Più punti                                        | Più rimbalzi                                     | Più assist                                       | Spettatori                                       | Record                                           |
| ------------------------------------------------ | ------------------------------------------------ | ------------------------------------------------ | ------------------------------------------------ | ------------------------------------------------ | ------------------------------------------------ | ------------------------------------------------ | ------------------------------------------------ | ------------------------------------------------ |
| 52                                               | 2.02.2019                                        | Denver Nuggets                                   | P 106-107                                        | Towns (31)                                       | Towns (12)                                       | Bayless (10)                                     | TD Garden (17,208)                               | 25–27                                            |
| 53                                               | 5.02.2019                                        | @ Memphis Grizzlies                              | P 106-108                                        | Towns (26)                                       | Towns (18)                                       | Bayless (8)                                      | FedExForum (13,454)                              | 25–28                                            |
| 54                                               | 7.02.2019                                        | @ Orlando Magic                                  | P 112-122                                        | Towns (27)                                       | Towns (11)                                       | Canaan (6)                                       | Amway Center (17,184)                            | 25–29                                            |
| 55                                               | 8.02.2019                                        | @ N.O. Pelicans                                  | P 117-122                                        | Towns (32)                                       | Wiggins (10)                                     | Wiggins (7)                                      | Smoothie King Center (16,980)                    | 25–30                                            |
| 56                                               | 11.02.2019                                       | L.A. Clippers                                    | V 130-120                                        | Towns (24)                                       | Towns (10)                                       | Teague (10)                                      | Target Center (13,782)                           | 26–30                                            |
| 57                                               | 13.02.2019                                       | Houston Rockets                                  | V 121-111                                        | Teague (27)                                      | Towns (9)                                        | Teague (12)                                      | Target Center (15,131)                           | 27–30                                            |
| 58                                               | 22.02.2019                                       | @ N.Y. Knicks                                    | V 115-104                                        | Rose (20)                                        | Gibson (11)                                      | Teague (11)                                      | Madison Square Garden (19,096)                   | 28–30                                            |
| 59                                               | 23.02.2019                                       | @ Milwaukee Bucks                                | P 128-140                                        | Rose (23)                                        | Wiggins (9)                                      | Jones (9)                                        | Fiserv Forum (17,972)                            | 28–31                                            |
| 60                                               | 25.02.2019                                       | Sacramento Kings                                 | V 112-105                                        | Towns (34)                                       | Towns (21)                                       | Jones (8)                                        | Target Center (13,691)                           | 29–31                                            |
| 61                                               | 27.02.2019                                       | @ Atlanta Hawks                                  | P 123-131 OT                                     | Towns (37)                                       | Towns (18)                                       | Jones (11)                                       | State Farm Arena (14,101)                        | 29–32                                            |
| 62                                               | 28.02.2019                                       | @ Indiana Pacers                                 | P 115-122                                        | Towns (47)                                       | Towns (14)                                       | Teague (5)                                       | Bankers Life Fieldhouse (17,003)                 | 29–33                                            |

#### Marzo
| Marzo 2019                                    | Marzo 2019                                    | Marzo 2019                                    | Marzo 2019                                    | Marzo 2019                                    | Marzo 2019                                    | Marzo 2019                                    | Marzo 2019                                    | Marzo 2019                                    |
| Record Marzo: 5-9 (Casa: 4-3; Trasferta: 1-6) | Record Marzo: 5-9 (Casa: 4-3; Trasferta: 1-6) | Record Marzo: 5-9 (Casa: 4-3; Trasferta: 1-6) | Record Marzo: 5-9 (Casa: 4-3; Trasferta: 1-6) | Record Marzo: 5-9 (Casa: 4-3; Trasferta: 1-6) | Record Marzo: 5-9 (Casa: 4-3; Trasferta: 1-6) | Record Marzo: 5-9 (Casa: 4-3; Trasferta: 1-6) | Record Marzo: 5-9 (Casa: 4-3; Trasferta: 1-6) | Record Marzo: 5-9 (Casa: 4-3; Trasferta: 1-6) |
| Partita                                       | Data                                          | Avversario                                    | Punteggio                                     | Più punti                                     | Più rimbalzi                                  | Più assist                                    | Spettatori                                    | Record                                        |
| --------------------------------------------- | --------------------------------------------- | --------------------------------------------- | --------------------------------------------- | --------------------------------------------- | --------------------------------------------- | --------------------------------------------- | --------------------------------------------- | --------------------------------------------- |
| 63                                            | 3.03.2019                                     | @ Wash. Wizards                               | P 121-135                                     | Towns (28)                                    | Towns (10)                                    | Teague (8)                                    | Capital One Arena (17,869)                    | 29–34                                         |
| 64                                            | 5.03.2019                                     | Oklahoma Thunder                              | V 131-120                                     | Towns (41)                                    | Towns (14)                                    | Teague (12)                                   | Target Center (15,728)                        | 30-34                                         |
| 65                                            | 6.03.2019                                     | @ Detroit Pistons                             | P 114-131                                     | Towns (24)                                    | Šarić (7)                                     | Teague (8)                                    | Little Caesars Arena (15,240)                 | 30-35                                         |
| 66                                            | 9.03.2019                                     | Wash. Wizards                                 | V 135-130 OT                                  | Towns (40)                                    | Towns (16)                                    | Teague (8)                                    | Target Center (14,381)                        | 31-35                                         |
| 67                                            | 10.03.2019                                    | N.Y. Knicks                                   | V 103-92                                      | Gibson (25)                                   | Gibson (8)                                    | Teague (10)                                   | Target Center (13,806)                        | 32-35                                         |
| 68                                            | 12.03.2019                                    | @ Denver Nuggets                              | P 107-133                                     | Towns (34)                                    | Towns (10)                                    | Williams (4)                                  | Pepsi Center (16,874)                         | 32-36                                         |
| 69                                            | 14.03.2019                                    | @ Utah Jazz                                   | P 100-120                                     | Towns (26)                                    | Towns (12)                                    | Jones (9)                                     | Vivint Smart Home Arena (18,306)              | 32-37                                         |
| 70                                            | 17.03.2019                                    | @ Houston Rockets                             | P 102-117                                     | Towns (22)                                    | Towns (10)                                    | Towns (6)                                     | Toyota Center (18,055)                        | 32-38                                         |
| 71                                            | 19.03.2019                                    | G.S. Warriors                                 | P 107-117                                     | Towns (26)                                    | Towns (21)                                    | Jones (7)                                     | Target Center (17,964)                        | 32-39                                         |
| 72                                            | 21.03.2019                                    | @ Charlotte Hornets                           | P 106-113                                     | Towns (21)                                    | Towns (16)                                    | Jones (7)                                     | Spectrum Center (15,576)                      | 32-40                                         |
| 73                                            | 23.03.2019                                    | @ Memphis Grizzlies                           | V 112-99                                      | Towns (33)                                    | Towns (23)                                    | Jones (9)                                     | FedExForum (16,977)                           | 33-40                                         |
| 74                                            | 26.03.2019                                    | L.A. Clippers                                 | P 111-122                                     | Towns (24)                                    | Towns (13)                                    | Jones (8)                                     | Target Center (13,176)                        | 33-41                                         |
| 75                                            | 29.03.2019                                    | G.S. Warriors                                 | V 131-130 OT                                  | Wiggins (24)                                  | Towns (13)                                    | Towns (7)                                     | Target Center (18,978)                        | 34-41                                         |
| 76                                            | 30.03.2019                                    | Philadelphia 76ers                            | P 109-118                                     | Wiggins (24)                                  | Towns (7)                                     | Bayless (7)                                   | Target Center (18,978)                        | 34-42                                         |

#### Aprile
| Aprile 2019                                    | Aprile 2019                                    | Aprile 2019                                    | Aprile 2019                                    | Aprile 2019                                    | Aprile 2019                                    | Aprile 2019                                    | Aprile 2019                                    | Aprile 2019                                    |
| Record Aprile: 2-4 (Casa: 1-3; Trasferta: 1-1) | Record Aprile: 2-4 (Casa: 1-3; Trasferta: 1-1) | Record Aprile: 2-4 (Casa: 1-3; Trasferta: 1-1) | Record Aprile: 2-4 (Casa: 1-3; Trasferta: 1-1) | Record Aprile: 2-4 (Casa: 1-3; Trasferta: 1-1) | Record Aprile: 2-4 (Casa: 1-3; Trasferta: 1-1) | Record Aprile: 2-4 (Casa: 1-3; Trasferta: 1-1) | Record Aprile: 2-4 (Casa: 1-3; Trasferta: 1-1) | Record Aprile: 2-4 (Casa: 1-3; Trasferta: 1-1) |
| Partita                                        | Data                                           | Avversario                                     | Punteggio                                      | Più punti                                      | Più rimbalzi                                   | Più assist                                     | Spettatori                                     | Record                                         |
| ---------------------------------------------- | ---------------------------------------------- | ---------------------------------------------- | ---------------------------------------------- | ---------------------------------------------- | ---------------------------------------------- | ---------------------------------------------- | ---------------------------------------------- | ---------------------------------------------- |
| 77                                             | 1.04.2019                                      | Portland T. Blazers                            | P 122-132                                      | Wiggins (21)                                   | Towns (12)                                     | Jones (10)                                     | Target Center (11,209)                         | 34-43                                          |
| 78                                             | 3.04.2019                                      | @ Dallas Mavericks                             | V 110-108                                      | Towns (28)                                     | Towns (13)                                     | Wiggins (7)                                    | American Airlines Center (19,576)              | 35-43                                          |
| 79                                             | 5.04.2019                                      | Miami Heat                                     | V 111-109                                      | Šarić, Dieng (19)                              | Towns (12)                                     | Šarić, Bayless (5)                             | Target Center (17,763)                         | 36-43                                          |
| 80                                             | 7.04.2019                                      | Oklahoma Thunder                               | P 126-132                                      | Towns (35)                                     | Towns (7)                                      | Jones (13)                                     | Target Center (18,978)                         | 36-44                                          |
| 81                                             | 9.04.2019                                      | Toronto Raptors                                | P 100-120                                      | Wiggins, Dieng (16)                            | Šarić (9)                                      | Jones (10)                                     | Target Center (16,119)                         | 36-45                                          |
| 82                                             | 10.04.2019                                     | @ Denver Nuggets                               | P 95-99                                        | Wiggins (25)                                   | Dieng (11)                                     | Jones (8)                                      | Pepsi Center (16,332)                          | 36-46                                          |